# Traité des sensations
Le Traité des sensations est une œuvre de l'abbé Étienne Bonnot de Condillac, publiée en 1754 à Londres et à Paris.
Ce traité est souvent présenté comme l'œuvre principale de Condillac et ayant eu une importance de premier plan dans la construction et la diffusion du sensualisme et de l'empirisme en Europe.  

## Contexte
Dans les années 1750, Étienne Bonnot de Condillac est un philosophe reconnu, que Diderot aime à citer. Son Essai sur l’origine des connaissances humaines et son Traité des systèmes lui ont déjà assuré une réputation certaine et généralement appréciée, qui dépasse même le cercle des savants. Ce qui lui valut dès 1752 la charge délicate et convoitée de censeur. 
La publication du Traité des sensations va asseoir encore plus sa réputation parmi les penseurs de son époque.

## Présentation
Le Traité des sensations est composé de quatre parties. 
La première partie traite des sens qui, pour Condillac, ne « jugent » pas des objets extérieurs par eux-mêmes, c'est-à-dire: odorat, ouïe, goût, vue. 
La seconde partie traite du toucher ou du seul sens qui juge par lui-même des objets extérieurs. 
La troisième partie tente de démontrer comment le toucher apprend aux autres sens à juger des objets extérieurs. 
La quatrième partie analyse les besoins, les actions (appelées « l'industrie » au XVIIIe siècle) ainsi que les idées d'un humain isolé, jouissant de tous ses sens.
Ce traité est à replacer dans le contexte des savoirs médico-physiologiques et du développement philosophique de la seconde moitié du XVIIIe siècle. À titre comparatif et dans l'optique de mieux cerner l'avancée de la philosophie vers le milieu du siècle, on pourra citer des œuvres telles que: L'Homme Machine (Julien Offray de La Mettrie), Enquête sur l'entendement humain (David Hume) ou encore l'Essai sur les mœurs et l'esprit des nations (François-Marie Arouet).

## Analyse
Condillac reprend ici les thèses empiristes de John Locke. Cependant, contrairement au philosophe britannique, Condillac soutient que toutes nos connaissances viennent de la seule sensation. C'est la thèse fondamentale du sensualisme: la sensation est l'unique source de toutes nos connaissances. De la sensation découlent donc toutes nos idées, mais aussi, ce qui fait l'originalité de Condillac, toutes nos facultés intellectuelles et physiques.

### Hypothèse de la statue
Dans la célèbre hypothèse ou parabole de la statue, que Condillac nous présente dans le Traité des sensations, il propose de remplacer l'Homme par une statue imaginaire. Cette statue est organisée comme nous intérieurement mais elle est animée d'un esprit qui est privé de toute espèce d'idées. Tout est donc centré sur ses sens et sensations, de sorte que l'on peut activer et désactiver chaque sens indépendamment des autres, pour les besoins de son expérience métaphysique.
L'abbé veut ainsi démontrer deux choses: 
- Premièrement, il s'agit de « montrer » que toutes nos facultés tiennent leur source de la sensation. La sensation, en se transformant, explique toutes les facultés : par exemple, l'attention, lorsque la statue est en présence d'une première sensation ; la mémoire, lorsqu'il y a persistance de cette sensation ; la comparaison, lorsqu'il y a attention à la sensation présente et à la sensation passée, etc.

- Deuxièmement, que l'entendement est l'ensemble des facultés ainsi engendrées. Équivalent aux cinq sens. L'auteur attribuera chronologiquement à la statue, comme premier sens, celui de l'odorat; ce sens étant considéré par Condillac comme le plus primitif de tous les sens. Il montrera que toutes les facultés de la statue peuvent être engendrées à l'aide de ce seul sens.

### La vue
Locke, dans le livre II de son Essai, consacré à la perception, a reproduit la lettre du « savant M. Molyneux » : « supposez un aveugle de naissance », qui aurait appris à « distinguer par l'attouchement » le globe et le cube ; s'il venait à recouvrer la vue, il ne pourrait pas les reconnaître sans les toucher, dans l'impossibilité où il se trouverait de mettre en rapport les deux expériences. 
Condillac, au contraire, soutient dans son Essai sur l'origine des connaissances humaines (1740): « que l'œil juge naturellement des figures, des grandeurs, des situations et des distances », c'est-à-dire qu'il existerait un rapport direct de la sensation à la connaissance géométrique. 
Par la suite, mis au défi par les paradoxes de Diderot dans sa Lettre sur les aveugles (1749), il entreprend « de considérer séparément nos sens, de distinguer avec précision les idées que nous devons à chacun d'eux, et d'observer avec quels progrès ils s'instruisent, et comment ils se prêtent des secours mutuels ». 
C'est ainsi qu'il imagine une statue, d'abord « bornée au sens de l'odorat », puis acquérant progressivement l'ouïe et le goût (première partie du Traité des sensations); le toucher ajoute ceci de déterminant qu'avec lui nos sens ne sont plus de simples « modifications » de nous-mêmes : une statue qui n'aurait que l'odorat serait l'odeur de ce qu'elle sent, au lieu qu'« un homme borné au toucher découvre son corps et apprend qu'il y a quelque chose hors de lui » (deuxième partie). C'est donc, pour Condillac, le toucher et non la vue « qui apprend aux autres sens à juger des objets extérieurs » (troisième partie du Traité). 
L'auteur en arrive à la réflexion qui suggère que le jugement n'est « que la sensation même qui se transforme différemment » ; et de conclure: « dans l'ordre naturel tout vient des sensations » (quatrième et dernière partie).

### Langage
Le langage tient un rôle primordial dans la pensée de Condillac. Selon lui, s'il n'y a pas de langage, il n'y a pas d'idées générales et la connaissance du monde est alors impossible. 
Le langage permet de fixer nos idées, il permet à l'homme d'analyser ses pensées, de les composer, de les décomposer et de leur donner des noms et de les regrouper. C'est donc à l'aide du langage que l'homme peut constituer des idées générales qui sont abstraites à partir de données particulières des sens. Cependant, une langue peut être mal construite, elle peut s'appuyer sur des généralisations hâtives. Seule l'analyse, pour Condillac, permet de corriger ces erreurs en décomposant et en recomposant à nouveau nos idées. Il est donc indispensable pour lui que nos langues soient bien faites puisque toute langue bien faite exprime une connaissance exacte de la réalité : "toute science est une langue bien faite".

## Influences
L'auteur rend longuement hommage à Élisabeth Ferrand dans sa préface et souligne à quel point il lui est redevable, pour cet ouvrage: 

« Il y a sans doute bien des difficultés à surmonter, pour développer tout ce systême; & j’ai souvent éprouvé combien une pareille entreprise étoit au dessus de mes forces. Mademoiselle Ferrand m’a éclairé sur les principes, sur le plan & sur les moindres détails & j’en dois être d’autant plus reconnoissant, que son projet n’étoit ni de m’instruire, ni de faire un Livre. Elle ne s’appercevoit pas qu’elle devenoit Auteur, & elle n’avoit d’autre dessein que de s’entretenir avec moi des choses auxquelles je prenois quelque intérêt. »

## Postérité
Avec la publication du Traité des sensations, Condillac entend être le premier à démontrer méthodologiquement que les facultés de l'esprit humain « ne sont que la sensation même qui se transforme différemment ». Une controverse virulente, jetant le doute sur l’originalité de la méthode et celle de la métaphysique dont elle est l’instrument, éclate aussitôt. Condillac se défend de l’offense par son Traité des animaux, dans lequel il répond et argumente pas à pas. Il sort grandi de l’épreuve. Nul doute que la « statue odeur de rose » ait été sa meilleure alliée, et qu’elle le soit restée.